# La Mesa, Huautla
La Mesa är en ort i Mexiko.   Den ligger i kommunen Huautla och delstaten Hidalgo, i den sydöstra delen av landet, 200 km nordost om huvudstaden Mexico City. La Mesa ligger 150 meter över havet och antalet invånare är 315.
Terrängen runt La Mesa är kuperad åt sydväst, men åt nordost är den platt. Runt La Mesa är det ganska tätbefolkat, med 80 invånare per kvadratkilometer. Närmaste större samhälle är Chicontepec de Tejada, 5,6 km söder om La Mesa. Omgivningarna runt La Mesa är en mosaik av jordbruksmark och naturlig växtlighet.